# Tonatiuh Mejía
Tonatiuh Mejía Saldaña (Nezahualcóyotl, Estado de México, 31 de agosto de 1999) es un futbolista mexicano, juega como mediocampista defensivo y su actual equipo son los Pumas Tabasco de la Liga de Expansión MX.

## Clubes
| Club          | País   | Año             |
| ------------- | ------ | --------------- |
| UNAM          | México | 2019            |
| Atlante       | México | 2020            |
| Pumas Tabasco | México | 2020 - Presente |